# La Chapelle-du-Bois-des-Faulx
La Chapelle-du-Bois-des-Faulx è un comune francese di 518 abitanti situato nel dipartimento dell'Eure nella regione della Normandia.

## Società

### Evoluzione demografica
Abitanti censiti